# Таієрі (ущелина)
45°43′55″ пд. ш. 170°21′25″ сх. д. / 45.732° пд. ш. 170.357° сх. д.
Таієрі (англ. Taieri Gorge) — ущелина, розташована на річці Таієрі в регіоні Отаго на Південному острові Нової Зеландії.

## Географія

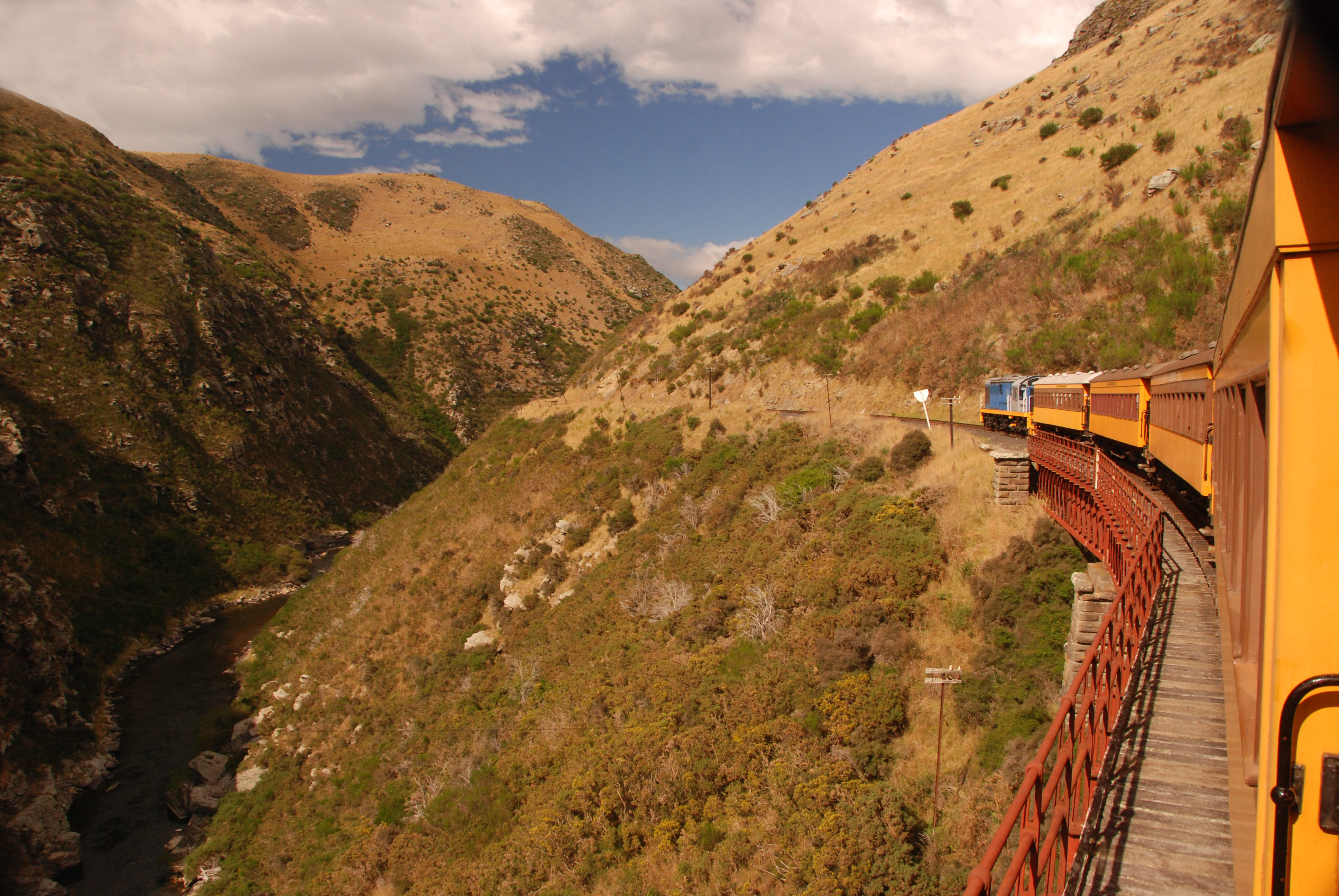
Поїзд, що їде через ущелину Таієрі

Таієрі — глибокий каньйон, висічений річкою Таієрі в середній та нижній частині русла від округу Центрального Отаго до Тихого океану, між високим плато Маніотото та прибережними рівнинами Таієрі. Протяжність ущелини понад 40 кілометрів і тягнеться вона від поселення Пукерангі до південно-східної околиці сільського передмістя Данідіна Оутрам. Пішохідна доріжка веде від Оутрама до південного краю ущелини.
На верхніх 25 кілометрах ущелини, вгору за течією від віадука Вінгатуї, уздовж річки (і значно вище), проходить залізниця «Ущелина Таієрі».